# Barbun
Barbunul (Mullus barbatus) este un pește teleosteean marin, bentonic, mic (14-33 cm), care trăiește în cârduri, din ordinul perciforme (Perciformes), de pe fundul nisipos sau mâlos al zonei de litoral din Atlanticul de Est, Marea Neagră, Marea de Azov și Marea Mediterană. Corpul este alungit, ușor comprimat lateral și acoperit cu solzi mari. Linia capului este convexă. Botul este scurt, cu o gură subterminală, prevăzută cu două mustăți alungite. Ochii sunt deplasați înainte. Pe spate are două înotătoare dorsale distanțate între ele. Înotătoarele ventralele sunt așezate mult înainte. Corpul de culoare argintie, cu pete mari roșii, iar înotătoarele galbene. Se hrănește cu crustacee mici bentonice, viermi și moluște pe care le caută cu ajutorul mustăților, scormonind în mâl. Depune icre pelagice în lunile iunie-iulie. Carnea gustoasă a fost mult apreciată încă din antichitate de către greci și romani. Are valoare economică mică.
Pe litoralului românesc al Mării Negre trăiește subspecia Mullus barbatus ponticus.

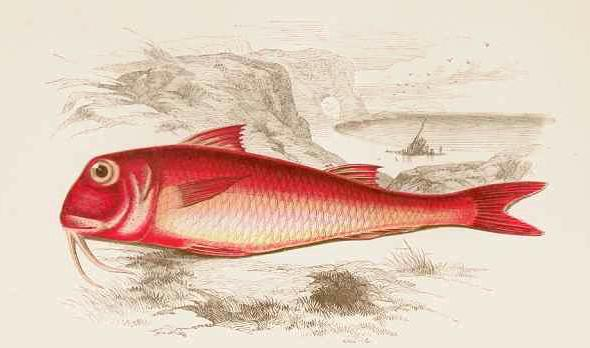

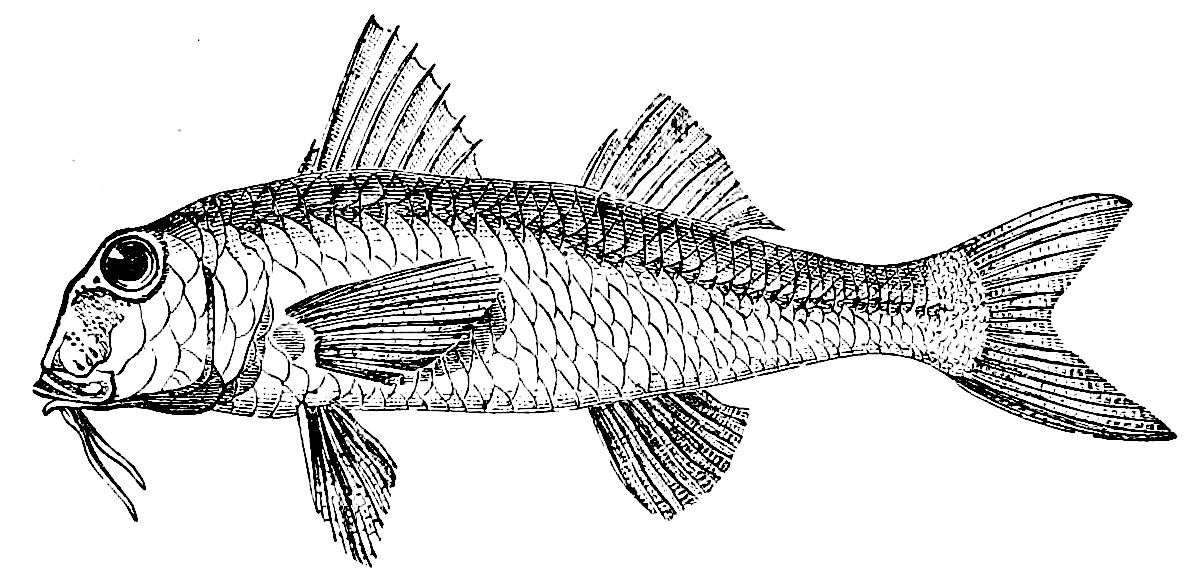